# Nursultan Kengeschbekow
Nursultan Kengeschbekow (kirgisisch Нурсултан Кеңешбеков, russisch Нурсултан Кенешбеков Nursultan Keneschbekow; * 25. März 2000 in Tschok-Tal) ist ein kirgisischer Leichtathlet, der sich auf den Mittelstreckenlauf spezialisiert hat.

## Sportliche Laufbahn
Nursultan Kengeschbekow bestritt im Jahr 2018 seine ersten internationalen Laufwettkämpfe. Im Juni trat er bei den U20-Asienmeisterschaften im japanischen Gifu an. Über 1500 Meter verpasste er als Achter seines Vorlaufes den Einzug in das Finale. Drei Tage später trat er auch über die 5000 Meter an und belegte nach 14:40,28 min den siebten Platz. Einen Monat später war er bei den U20-Weltmeisterschaften in Tampere für den 5000-Meter-Lauf qualifiziert, konnte seinen Wettkampf dort allerdings nicht beenden. Ende August 2018 trat er schließlich bei den Asienspielen in Jakarta an und beendete die 5000 Meter auf dem zehnten Platz. In den zwei darauffolgenden Saisons trat er zu einer Reihe von Wettkämpfen in Europa an und verbesserte kontinuierlich seine Bestzeiten über 1500 und über 5000 Meter. 2021 steigerte er sich im Juni innerhalb von zwei Tagen zunächst im 5000-Meter-Lauf auf 13:52,68 min und anschließend über 3000 Meter auf 8:04,49 min, womit er einen neuen kirgisischen Rekord aufstellte. Er qualifizierte sich im 5000-Meter-Lauf für die Olympischen Sommerspiele in Tokio, bei denen er Anfang August an den Start ging. Den Vorlauf absolvierte er in 14:07,79 min, womit er als 18. seines Laufes ausschied. Anfang 2022 stellte Kengeschbekow, erneut innerhalb von zwei Tagen, kirgisische Hallenrekorde über 1500 und 3000 Meter auf. Über beide Distanzen wurde er zudem Kirgisischer Hallenmeister. Im März startete er im 3000-Meter-Lauf bei den Hallenweltmeisterschaften in Belgrad, schied als Neunter des ersten von insgesamt drei Vorläufen allerdings vorzeitig aus. Im Juni stellte er bei einem Wettkampf in Polen in 3:41,12 min einen neuen kirgisischen Rekord im 1500-Meter-Lauf auf. 2023 trat er über diese Distanz bei den Asienmeisterschaften in Bangkok an, bei denen er als Vierter knapp eine Medaille verpasste. Ein paar Tage später belegte er über 5000 Meter zudem den siebten Platz. Anfang August trat er erneut über beide Distanzen bei den World University Games in Chengdu an. Zunächst erreichte er das Finale über 1500 Meter, das er schließlich als Zehnter beendete. Kurz darauf konnte er mit Bronze im 5000-Meter-Lauf seine erste Medaille bei einer internationalen Großveranstaltung gewinnen.
2024 gewann Kengeschbekow im Februar die Goldmedaille im 1500-Meter-Lauf bei den Hallenasienmeisterschaften in Teheran und siegte in 8:08,85 min auch über 3000 Meter.
2022 wurde Kengeschbekow kirgisischer Meister im 1500-Meter-Lauf.

## Wichtige Wettbewerbe
| Jahr                    | Veranstaltung              | Ort                     | Platz                   | Disziplin               | Zeit                    |
| Startet für Kirgisistan | Startet für Kirgisistan    | Startet für Kirgisistan | Startet für Kirgisistan | Startet für Kirgisistan | Startet für Kirgisistan |
| ----------------------- | -------------------------- | ----------------------- | ----------------------- | ----------------------- | ----------------------- |
| 2018                    | U20-Asienmeisterschaften   | Gifu                    | 8. (2. Vorlauf)         | 1500 m                  | 4:04,10 min             |
| 2018                    | U20-Asienmeisterschaften   | Gifu                    | 7.                      | 5000 m                  | 14:40,28 min            |
| 2018                    | U20-Weltmeisterschaften    | Tampere                 |                         | 5000 m                  | DNF                     |
| 2018                    | Asienspiele                | Jakarta                 | 10.                     | 5000 m                  | 15:07,59 min            |
| 2021                    | Olympische Sommerspiele    | Tokio                   | 35.                     | 5000 m                  | 14:07,79 min            |
| 2022                    | Hallenweltmeisterschaften  | Belgrad                 | 25.                     | 3000 m                  | 7:59,39 min             |
| 2023                    | Asienmeisterschaften       | Bangkok                 | 4.                      | 1500 m                  | 3:43,25 min             |
| 2023                    | Asienmeisterschaften       | Bangkok                 | 7.                      | 5000 m                  | 14:23,25 min            |
| 2023                    | Universiade                | Chengdu                 | 10.                     | 1500 m                  | 3:43,54 min             |
| 2023                    | Universiade                | Chengdu                 | 3.                      | 5000 m                  | 14:15,33 min            |
| 2024                    | Hallenasienmeisterschaften | Teheran                 | 1.                      | 1500 m                  | 3:49,10 min             |
| 2024                    | Hallenasienmeisterschaften | Teheran                 | 1.                      | 3000 m                  | 8:08,85 min             |

## Persönliche Bestleistungen
Freiluft
- 1500 m: 3:41,12 min, 3. Juni 2022, Bydgoszcz, (kirgisischer Rekord)
- 3000 m: 8:04,49 min, 6. Juni 2021, Bursa, (kirgisischer Rekord)
- 5000 m: 13:52,68 min, 5. Juni 2021, Bursa

Halle
- 1500 m: 3:45,82 min, 20. Januar 2024, Öskemen
- 3000 m: 7:57,61 min, 26. Februar 2022, Mahiljou, (kirgisischer Rekord)